# Bella Milan/Veggia Milan
Bella Milan/Veggia Milan è un singolo di Wilma De Angelis pubblicato nel 1979 dalla casa discografica ZOM.

## Descrizione
Entrambi i brani sono cantati in milanese.

## Tracce
Lato A
- Bella Milan

Lato B
Veggia Milan